# Raphinae
Raphinae é uma subfamília de aves não voadoras extintas, pertencentes à ordem das Columbiformes, compreendendo os géneros Pezophaps e Raphus, cada um com uma só espécie, respectivamente Pezophaps solitaria (o solitário-de-rodrigues) e Raphus cucullatus (o dodó). Recentes indícios genéticos suportam a tese de que esta família deveria ser incluída na família Columbidae.
Ambas as espécies eram nativas das ilhas Mascarenhas, no oceano Índico, e foram extintas pela acção do homem, pela caça e por predadores não nativos na sequência da colonização no século XVII.
O íbis-terrestre-de-reunião, até há pouco considerado um terceiro membro extinto dos Raphidae, e designado por Raphus solitarius, foi reclassificado como pertencendo à ordem dos Ciconiiformes.

## Classificação
Este clado é parte da ordem Columbiformes e contém os gêneros monotípicos Pezophaps e Raphus. O primeiro contém a espécie Pezophaps solitaria (o solitário-de-rodrigues), e o último o dodô, Raphus cucullatus. Estas aves chegaram a um tamanho impressionante como resultado do isolamento em ilhas livres de predadores, de acordo com a regra de Foster.

### História da classificação
Historicamente, o dodô foi classificado no gênero Didus, hoje o sinônimo menos de Raphus. Em 1848, uma nova espécie dentro do agora obsoleto gênero Didus, D. nazarenus, foi nomeada por Hugh Edwin Strickland e Alexander Gordon Melville. Para abrigar essas novas espécies, bem como as outras conhecidas à época, Strickland e Melville criaram a subfamília Didinae. Em 1893, três espécies foram alocadas no grupo: Pezophaps solitarius, Didus ineptus, e a possível espécie Didus borbonicus. Hoje, somente duas espécies de Raphinae são conhecidas, com o Didus ineptus tornando-se um sinônimo menor subjetivo de Raphus cucullatus; Didus? borbonicus hoje classificado como o íbis Threskiornis solitarius; e Didus nazarenus sendo identificado como sinônimo de Pezophaps solitarius.
Uma subordem Didi, nomeada por Sharpe em 1893, foi definida como um grupo que incluía apenas as aves de grande porte, que eram irmãs dos Columbidae, oriundas das ilhas Mascarenhas: Maurício, Reunião e Rodrigues. As características que inseriam o grupo Didi nos Columbidae foram o ângulo da mandíbula e a extremidade do bico em forma de gancho.

## Comportamento
Pouco se sabe sobre o comportamento do dodô, pois a maioria das descrições da época em que estava vivo é muito breve. Com base nas estimativas de peso, os especialistas sugeriram que o macho poderia atingir a idade de 21 anos e a fêmea 17. Estudos da força cantiléver de seus ossos da perna indicam que ele era capaz de correr muito rápido. Ao contrário do solitário-de-rodrigues, não há evidências de que o dodô tenha usado suas asas em combate intraespecífico. Embora alguns ossos de dodô tenham sido encontrados com fraturas cicatrizadas, ele apresentava músculos peitorais fracos e asas mais reduzidas em comparação com seu "primo" de Rodrigues. Em vez disso, o dodô pode ter usado seu bico grande e em forma de gancho em disputas territoriais. Como a ilha Maurício recebia mais chuva e tinha um clima mais estável que Rodrigues, provavelmente havia menos necessidade de dodôs machos lutarem por território. O solitário foi, portanto, provavelmente o mais agressivo dos dois.
Observações do solitário-de-rodrigues em vida indicam que era uma ave altamente territorial. Eles presumivelmente resolviam disputas golpeando-se uns aos outros com as asas; para ajudar na luta, eles usavam suas protuberâncias carpais. Fraturas nos ossos das asas também indicam que elas eram usadas em combate. Também foi sugerido que essas fraturas podem ter sido o resultado de uma doença óssea hereditária, e não de ferimentos de batalha. Porém, em todas as outras espécies de aves vivas em que há esporas e protuberâncias no carpo, elas são usadas como armas, sem exceções. Vários relatos afirmam que eles também se defendiam com uma bicada poderosa.